# Kees van Lent
Cornelis Leonardus Josephus ("Kees") van Lent (Heemstede, 18 maart 1919 - Lüttringhausen, 13 juni 1942) was een Nederlandse verzetsstrijder tijdens de Tweede Wereldoorlog.
Van Lent was automonteur in Heemstede. Hij raakte vanwege zijn technische kennis als zendamateur betrokken bij de verzetsgroep rond Johannes Klingen die contacten onderhield met Engeland. Van Lent verzamelde informatie over Duitse militaire activiteiten in de omgeving en onderhield de zendapparatuur van zijn groep. 
In mei 1941 werd Van Lent gearresteerd door V-Mann Anton van der Waals en een Sipo-man. Van Lent bracht enige tijd door in het Huis van Bewaring in Scheveningen. In zijn eerste proces in augustus 1941 werd hij veroordeeld tot twee jaar gevangenisstraf, maar hij werd in het tweede proces in november tot tien jaar tuchthuisstraf veroordeeld. In januari 1942 werd Van Lent overgebracht naar het tuchthuis in Lüttringhausen bij Rheinbach in Duitsland. Hij overleed op 13 juni 1942 aan de gevolgen van ondervoeding en slechte behandeling van zijn bronchitis en pleuritis.